# 아크로폴리스 박물관
아크로폴리스 박물관(그리스어: Μουσείο Ακρόπολης)는 그리스 아테네의 박물관으로, 아크로폴리스의 발굴 현장에서 출토된 문화재를 중심으로 소장 · 전시하고 있는 고고학 박물관이다. 현재 아크로폴리스 박물관은 새로 지어진 것이므로, 구분을 위해 뉴 아크로폴리스 박물관 (New Acropolis Museum)이라고도 불린다.

## 같이 보기
- 엘긴 대리석 조각군